# Ngada
Ngada (auch Ngadha oder Rokka) ist der Name einer altmalaiischen Ethnie und Sprachgruppe, die auf der indonesischen Insel Flores lebt. 
Die gegenwärtig wohl mehr als 60.000 Menschen umfassende Ethnie siedelt hauptsächlich im südmittelwestlichen Teil der Insel, im Bereich um den Vulkan Inierie und um die Stadt Bajawa, die zugleich die Hauptstadt des gleichnamigen Regierungsbezirks (Kabupaten) Ngada ist. Sie spricht eine Zentral-Malayo-polynesische Sprache, das Ngada.
Bereits im 16. Jahrhundert wurde die Bevölkerung von Flores von portugiesischen Missionaren zum Katholizismus bekehrt. Bis heute aber sind die Ngada noch ebenso stark in ihrer Ethnischen Religion verwurzelt. So finden sich in ihren Dörfern mit reichen Schnitzereien verzierte Schreine (ngaduh für männliche und bhaga für weibliche Wesenheiten) zur Ahnenverehrung, sowie Steinstelen und Steinaltäre. Sie sind in eine Art von hierarchischem Kastensystem unterteilt, worin einige Forscher früheren hinduistischen Einfluss erkennen wollen.
Die Menschen in ihren kleinen Dörfern mit strohgedeckten Holzhäusern leben teilweise noch wie vor Jahrhunderten. Ihr Haupterwerbszweig ist der Brandrodungsfeldbau, wobei vor allem Reis und Mais angebaut werden. Das Gebiet hat sich in begrenztem Umfang dem Tourismus erschlossen; manche Dörfer wie Bena, Langa, Boawae, Wogo und Ogi sind zum Teil recht gut auf Tagestouristen eingestellt.